# Мартотубані
Мартотубані (груз. მარტოთუბანი) — село в Грузії.
За даними перепису населення 2014 року в селі проживає 633 особи.